# Forlimpopoli

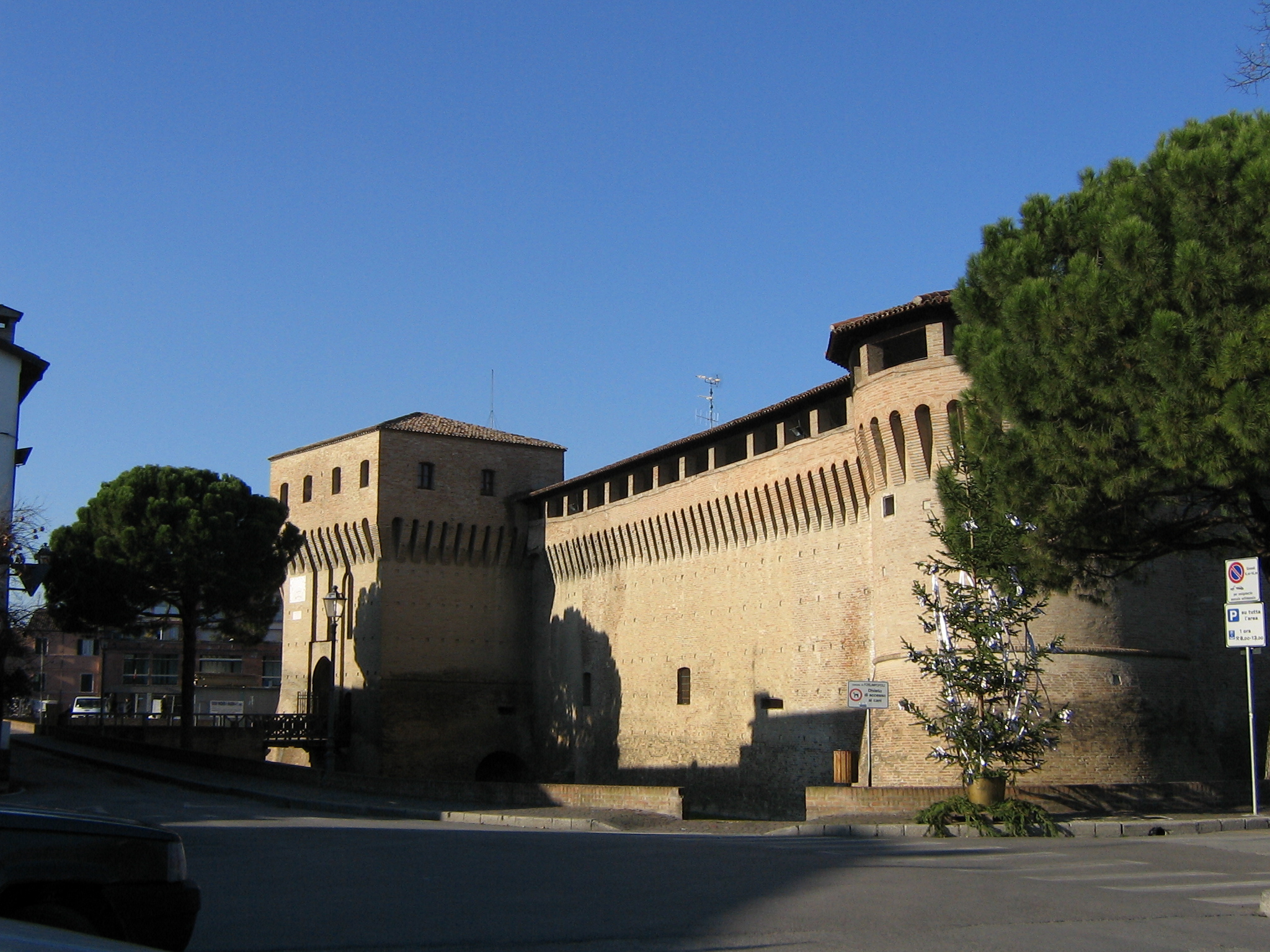
Castell de Forlimpopoli.

Forlimpopoli és una ciutat d'Itàlia a la regió d'Emília-Romanya, província de Forlì-Cesena, amb vora 15.000 habitants. És a 8 km de Forlì, el terme de la qual la rodeja pel nord i l'oest (té al sud Bertinoro i a l'est Cesena). La ciutat és un exemple de ciutadella medieval amb el centre a la fortalesa coneguda per la Roca.

## Història
Forlimpopoli fou fundada el 173 aC pel cònsol roma Marc Popil·li Lenat i va rebre el seu nom (Forum Popili). Municipi romà al segle i aC, va créixer durant l'imperi per començar la seva decadència al segle iii. Fou seu d'un bisbat a una data incerta durant el pontificat de Silvestre I. El primer bisbe fou Sant Rufil (vers 330), que és el patró de la ciutat; un bisbe de nom Asellus, va ser present a un sínode romà que va elegir al Papa Símac vers el 498, i el 649 el bisbe Esteve va assistir a un concili a Roma relacionat amb el monotelisme.
Va passar als ostrogots i després als romans d'Orient. En una data incerta entre el 665 i el 670 el rei llombard Grimoald va atacar la ciutat i la va saquejar. El 754 els llombards foren derrotats per Pipí i van haver de cedir Forlimpopoli al Papa. La ciutat fou governada pels bisbes, però des del 1162 es va afermar el poder del comú, que va governar la ciutat deixant als bisbes la direcció espiritual però també una gran influencia.
Les famílies aristocràtiques van tenir el control dels càrrecs principals del comú, i d'altra banda entre els bisbes van destacar Pere (vers 1073) Ubertello (1214) i Tadeu (1285); al segle xiv, vers el (1305) els Ordelaffi de Forli van prendre el poder a Forlimpopoli i de fet, amb algunes interrupcions el van conservar fins al 1360.
El cardenal Albornoz el 1357 va ocupar Cesena (juny) i Forlimpopoli (25 de juliol) però quan el cardenal se'n va anar el setembre del 1357, Francesc II Ordelaffi que encara conservava Forli, va cremar l'estàtua del Papa a la plaça publica, de manera que Albornoz va tornar el 1359 i va enderrocar als Ordelaffi de Forli, però els va permetre conservar Forlimpopoli i Castrocaro, però el 1360 va canviar de parer i va arrasar la ciutat. El bisbat fou traslladat a la propera Bertinoro. Vers 1380 Sinibald I Ordelaffi va reconstruir les muralles però la ciutat no es va recuperar i va romandre un llogaret.
El Papa va incloure Forlimpopoli en els dominis del seu nebot Gerolamo Riario, casat amb Caterina Sforza (1474), i el 1499 va passar a Cèsar Borja. El 1504 va tornar al Papa. El 1535 el Papa va donar la ciutat a Antonello Zampeschi, i a la seva mort el va succeir Brunoro II Zampeschi que fou un notable cavaller al servei del Papa, Venècia, Savoia i França. El 1592 va passar per herència als prínceps Savelli, i finalment al cardenal Capponi. Ocupada per França el 1797, fou part de la República Cispadana, per passar a Àustria, i altra vegada a la Cispadana, a la República Cisalpina, a la Italiana i al regne napoleònic d'Itàlia; el 1814 fou ocupada pels austríacs i el 1815 reconeguda possessió del Papa al Congrés de Viena.
Forlimpopoli es va reconstruir lentament durant segles i fou restaurada al rang de ciutat per Lleó XII (1823-1829) però el bisbe va romandre a Bertinoro. El 1831 va participar en els motins de febrer. El 1851 fou saquejada pel cap de bandolers Stefano Pelloni conegut per "Passatore" i entre els morts que va causar hi havia el pare Pellegrino Artusi, autor del llibre sobre cuina "La scienza in cucina e l'arte di mangiar bene". El 1860 la ciutat va quedar integrada al Regne d'Itàlia.
A finals de segle va estudiar a la seva escola Benito Mussolini. A la segona guerra mundial fou bombardeja pels aliats, i molts habitants van estar amb la resistència; la ciutat fou alliberada el 25 d'octubre de 1944.

## Edificis i monuments

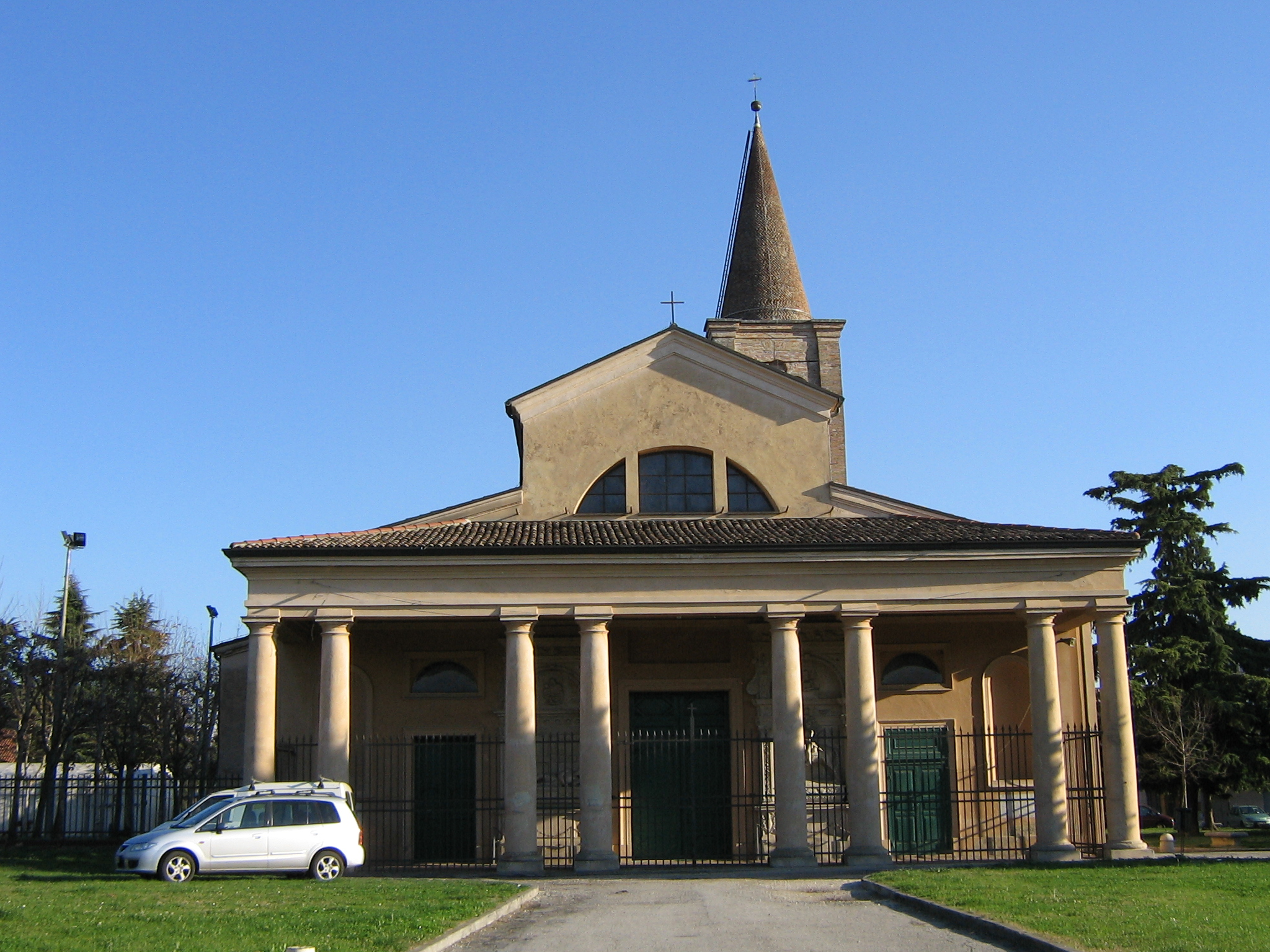
Basílica de San Rufilo.

- Al segle xiv es va construir el Palau dels Ordelaffi.

- En resten moltes portes essent les principals la Porta San Romano, en direcció a Forlì, la porta Malatesta del segle xv anomenada també de "San Francesco" per un convent proper; i la porta del Soccorso que és per on va sortir l'ajut cap Ancona el 1172.

- Piazza della Libertà amb el Palazzo Comunale (edificat per Pino Ordelaffi el 1306 i acabat el 1394), la Torre cívica, la Colonna delle Anella, i la Catedral.

- "Cà dè Be" (Casa del vi) una enoteca seu del Tribunat de Romanya, des on es veu "el borgo" local conegut com a "il corso" i el monestir de l'abadia de Santa Maria d'Urano, casa mare de les clarisses franciscanes missioneres del Santíssim sagrament (abans monestir benedictí i camaldulenc)

- Colonna delle Anella, una columna amb anelles que va tenir un paper en el manteniment de la pau a l'edat mitjana i que era i és un símbol de l'hospitalitat del país

- La Pieve de San Donato in Polenta (esmentada en un pergamí del 24 de juliol del 911)

- Monte Maggio, a 1 km de la ciutat, de 338 metres, on hi va haver un castell i des del 1519 una església.

- Santa Maria Nuova, el barri més poblat on va néixer Aldo Spallicci, professor de pediatria, literat i polític

- Santuari de la Madonna del Lago, en direcció a Forlimpopoli del segle viii

- "la Panighina", antic lloc de fonts termals

- Fratta Terme, és un parc (Parco delle Terme) al llogaret proper de Frata.